# Don't Look Down (album)
Pour les articles homonymes, voir Don't Look Down.
Albums de Ozark Mountain Daredevils
Men from Earth
(1976) It's Alive
(1979)
Don't Look Down  est le cinquième album studio du groupe américain de country rock Ozark Mountain Daredevils. Il est paru en 1977 sur le label A&M Records.

## Titres
1. River to the Sun (3:26) - Cash, Dillon
2. Crazy Lovin' (3:49) - Cash, Dillon
3. Giving It All to the Wind (4:16) - Lee
4. The Fox (2:47 ) - Cash
5. Backroads (3:18) - Canaday
6. Snowbound (3:22) - Cash, Dillon
7. Following the Way That I Feel (3:40) - Lee
8. Love Makes the Lover (3:24) - Cash, Dillon
9. True Believer (4:19) - Cash, Dillon
10. Moon on the Rise (3:08) - Cash, Dillon
11. Stinghead (2:11) - Granda

## Musiciens

### Ozark Mountain Daredevils
- Larry Lee - batterie, guitare acoustique, synthétiseur, chant
- Steve Cash - harpe, percussions, chant
- John Dillon - guitare, flûte, piano, chant
- Michael « Supe » Granda - basse, guitare acoustique, chant
- Steve Canaday - guitare, batterie, chant
- Jerry Mills - mandoline
- Rune Walle - guitare, sitar, banjo, chant
- Ruell Chappell - claviers, chant

### Invité
- Geoff Richardson - violon sur Giving it All to the Wind